# ユーボート

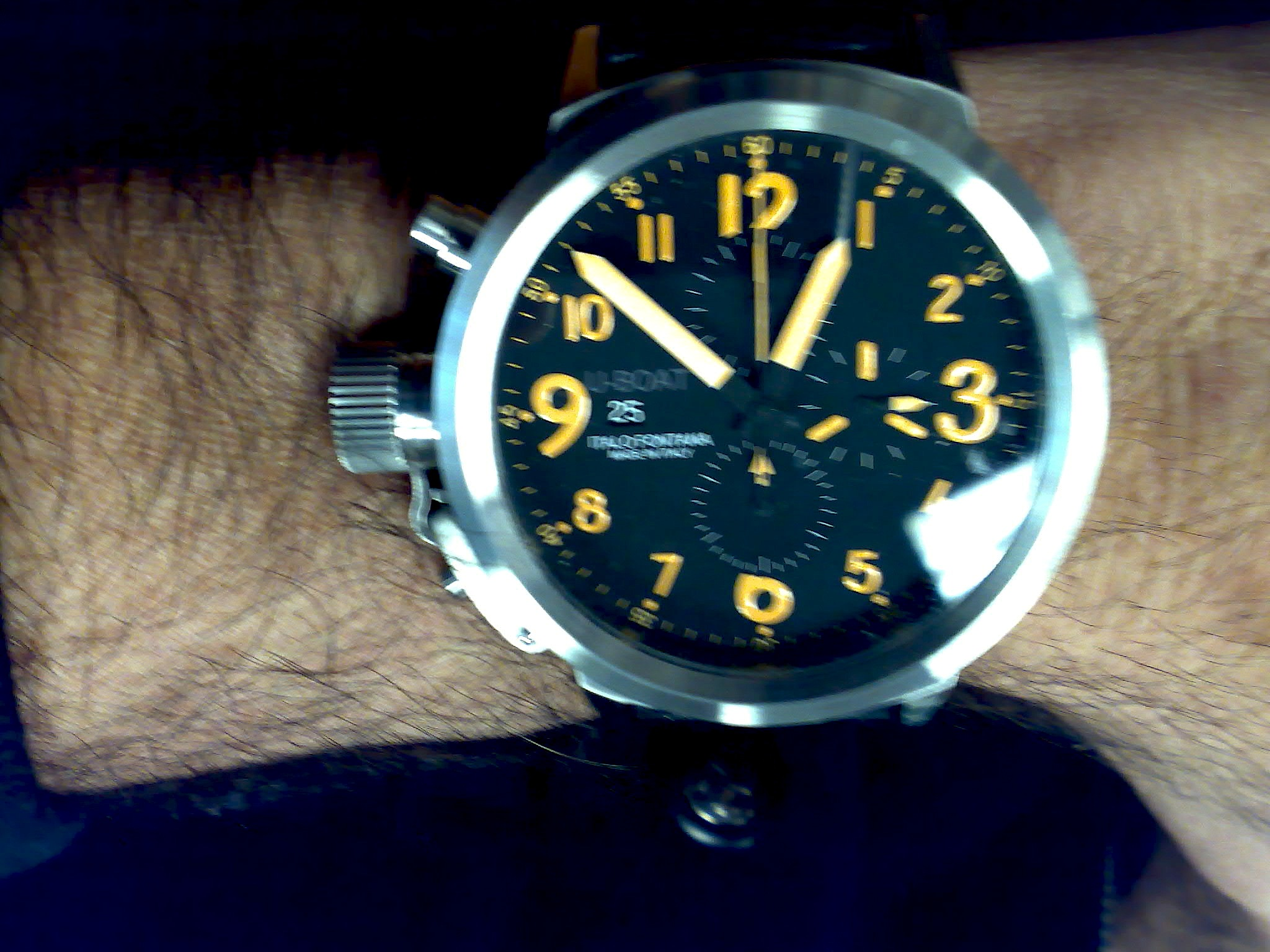
ユーボートの腕時計

伊トスカーナ州ルッカ県の位置

ユーボート (U-BOAT) は、イタリア共和国ルッカに本社を置く高級腕時計メーカー。

## 概要

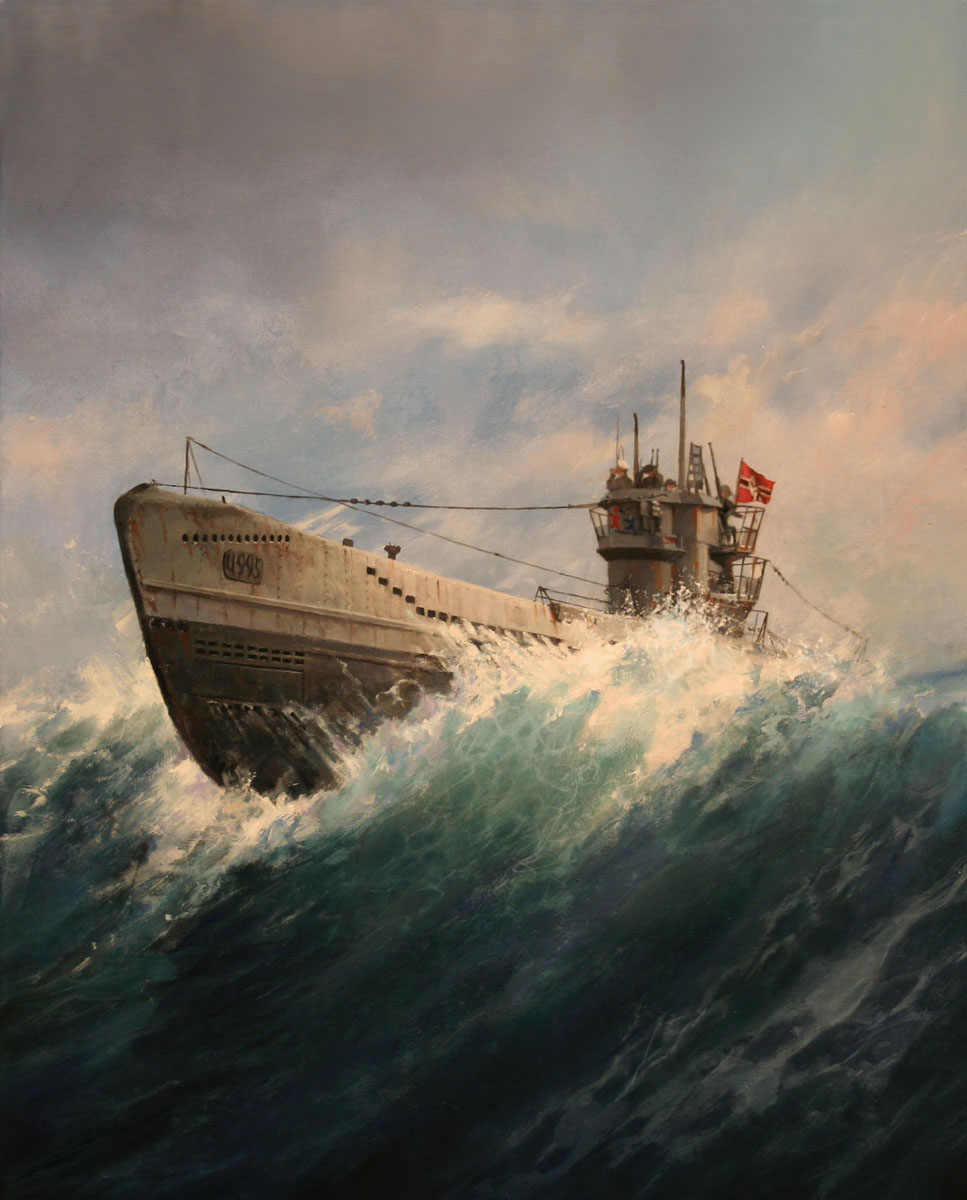
潜水艦のUボート

2000年、イタリアの時計メーカーであるオフィス・フォンタナ創立者の孫にあたるイタロ・フォンタナによって設立された。デザインは祖父の代で開発していた軍用時計を参考としている。かつてオフィス・フォンタナは1940年の日独伊三国同盟を機に、イタリア空軍パイロットやドイツ海軍Uボート乗組員向けに時計を開発していたが、戦況の悪化により生産には至らなかった。
ユーボートの腕時計は大型の竜頭を備えたメカニカルな外観が特徴。日本市場ではユーロパッションが国内総代理店を務めている。

## コレクション
- 1938 DOPPIOTEMPO
- CHIMERA
- CLASSICO
- U-42
- CAPSOIL
- CAPSULE
- PRECIOUS